# Arnd Meißl

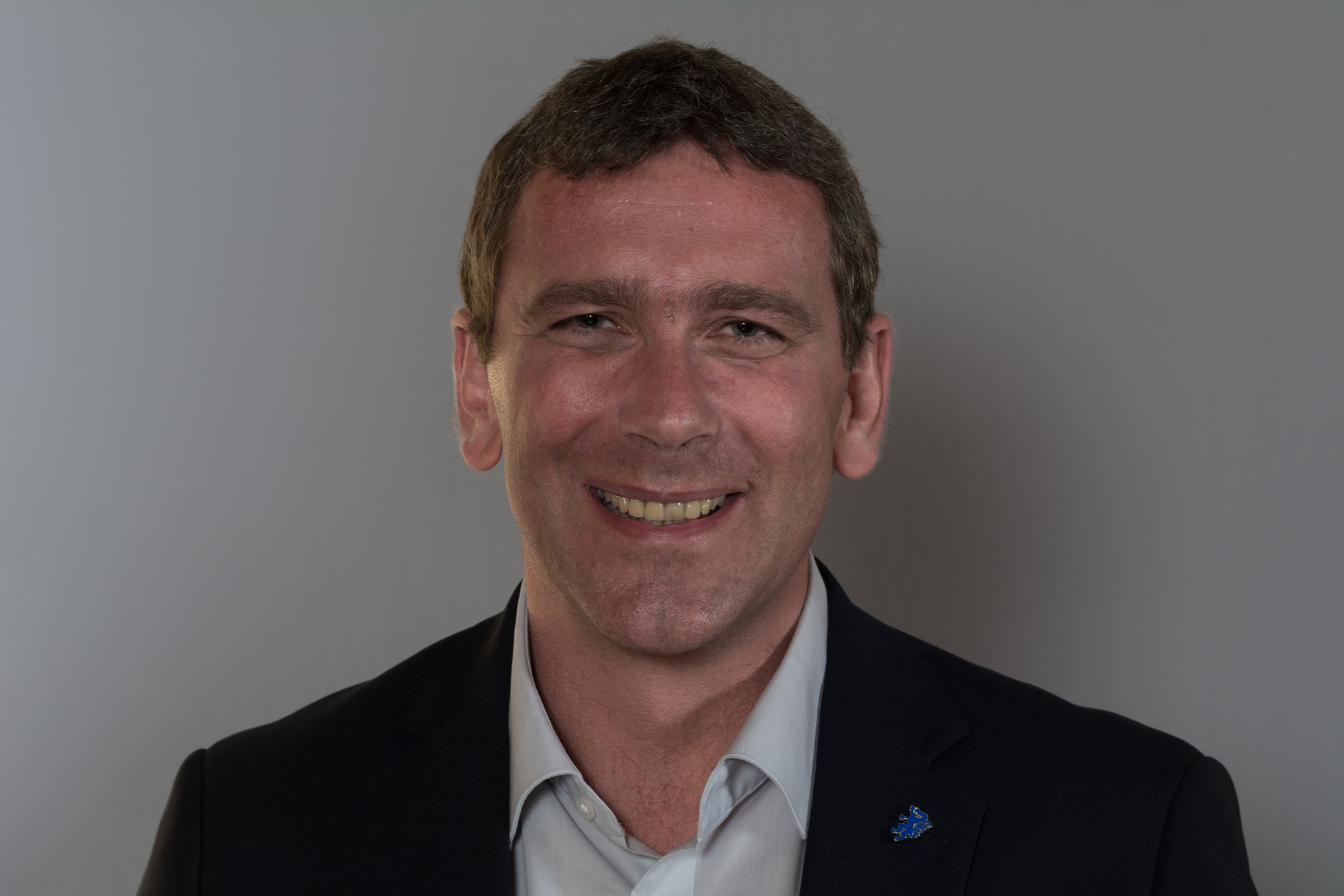
Arnd Meißl (2016)

Arnd Meißl (* 30. März 1968 in Mürzzuschlag) ist ein österreichischer Politiker (FPÖ). Meißl war von 2017 bis 2019 Abgeordneter zum Landtag Steiermark und von 2015 bis 2017 sowie von Juli bis Dezember 2024 aus der Steiermark entsandtes Mitglied des österreichischen Bundesrats. Seit dem 18. Dezember 2024 ist er wieder Landtagsabgeordneter.

## Leben
Arnd Meißl wurde am 30. März 1968 in der nordoststeirischen Bezirkshauptstadt Mürzzuschlag geboren. Dort besuchte er auch von 1974 bis 1978 die Volksschule und anschließend von 1978 bis 1987 das Realgymnasium. Seit dem Jahr 1992 ist Meißl als beamteter Filialleiter bei der Österreichischen Post beschäftigt.
Im Jahr 1998 wurde Arnd Meißl erstmals für die Freiheitliche Partei Österreichs in den Gemeinderat von Mürzzuschlag gewählt. Seit 2004 ist er Stadtparteiobmann der FPÖ Mürzzuschlag, seit 2009 Bezirksparteiobmann-Stellvertreter im Bezirk Bruck-Mürzzuschlag und seit 2011 Mitglied des steirischen Landesparteivorstands der FPÖ. Im Rahmen der Gemeinderatswahl 2015 wurde Meißl zum Vizebürgermeister der Stadt Mürzzuschlag gewählt.
Nach der Landtagswahl 2015 wurde Arnd Meißl vom neu gewählten Steiermärkischen Landtag mit 16. Juni 2015 in den Bundesrat entsandt, wo er am 2. Juli 2015 angelobt wurde. Nach der Nationalratswahl 2017 legte Meißl sein Mandat im Bundesrat zurück, um als Nachfolger des in den Nationalrat gewechselten Hannes Amesbauer als Abgeordneter in den Landtag der Steiermark einzuziehen. Sein Nachfolger im Bundesrat wurde Gottfried Sperl. Nach der Landtagswahl 2019 schied Meißl aus dem Landtag aus.
Nach der Europawahl 2024 rückte er mit 16. Juli 2024 für Markus Leinfellner in die Länderkammer nach. Nach der Landtagswahl 2024 wechselte er vom Bundesrat in den Landtag.